# D1330 (Oise)
De D1330 is een departementale weg in het Noord-Franse departement Oise. De weg loopt van Senlis naar Creil en is over bijna de gehele lengte uitgebouwd tot expresweg.

## Geschiedenis
Oorspronkelijk was de D1330 onderdeel van de N330. In 2006 werd de weg overgedragen aan het departement Oise, omdat de weg geen belang meer had voor het doorgaande verkeer. De weg is toen omgenummerd tot D1330.